# Баринцево (Калязинский район)
Баринцево — деревня в Калязинском районе Тверской области, входит в состав Семендяевского сельского поселения. 

## Географическое положение
Деревня расположена в 10 км на юго-запад от центра поселения села Семендяево и в 21 км на восток от райцентра города Калязина.

## История
Во второй половине XIX — начале XX века деревня входила в состав Семендяевской волости Калязинского уезда Тверской губернии. 
С 1929 года деревня являлась центром Баринцевского сельсовета Калязинского района Кимрского округа Московской области, с 1935 года — в составе Калининской области, с 1994 года — в составе Баринцевского сельского округа, с 2005 года — в составе Семендяевского сельского поселения.

## Население
| 1859 | 1888 | 1997 | 2002 | 2010 |
| ---- | ---- | ---- | ---- | ---- |
| 98   | ↘81  | ↘78  | ↘66  | ↘59  |

## Инфраструктура
В деревне имеется дом культуры.